# Durian Rampak (Lubuk Linggau Utara I)
Durian Rampak is een bestuurslaag in het regentschap Lubuklinggau van de provincie Zuid-Sumatra, Indonesië. Durian Rampak telt 1273 inwoners (volkstelling 2010).